# Елинич, Марин
Марин Елинич (хорв. Marin Jelinić; род. 7 декабря 1996, Меткович, Дубровачко-Неретванска) — хорватский гандболист, выступает за гандбольный клуб «Пик» и сборную Хорватии по гандболу. Серебряный призёр чемпионата мира 2025 года. 

## Карьера

### Клубная
Марин Елинич воспитанник гандбольного клуба «Меткович». С 2015 года выступал за «Риболу Каштелу» в Премьер-лиге Хорватии.
Летом 2017 года перешел в «Нексе Нашице», с которым несколько раз участвовал в Кубке ЕГФ. В 2023 году подписал контракт с венгерским клубом первого дивизиона «Пик».

### Международная карьера в сборной
В составе первой сборной Хорватии Марин Елинич выступил на чемпионате Европы 2022 года, где его команда финишировала восьмой, а игрок забросил одиннадцать голов в шести матчах. В 2023 году на чемпионате мира вместе со сборной стал девятым, на этом турнире забросил 23 гола.
В 2025 году принял участие в чемпионате мира, который проходил в трёх странах, в том числе на домашней арене в Загребе. Сборная Хорватии пробилась в финал турнира и стала серебряным призёром.

## Награды
- Орден Хорватской звезды с ликом Франьо Бучара (10 марта 2025 года)[2]